# تصمیم جدایی
تصمیم جدایی (کره‌ای: 헤어질 결심; انگلیسی: Decision to Leave) یک فیلم معمایی محصول کره جنوبی سال ۲۰۲۲ به کارگردانی پارک چان-ووک و با بازی تانگ وی و پارک هه ایل است. این فیلم در آوریل ۲۰۲۲، برای رقابت نخل طلا در جشنواره فیلم کن ۲۰۲۲ انتخاب شد، جایی که پارک چان-ووک جایزه بهترین کارگردان را دریافت کرد. این فیلم به عنوان نماینده کره جنوبی به ۹۵امین دوره جوایز اسکار معرفی شده‌است.

## خلاصه داستان
این فیلم داستان زندگی جانگ هه جون یک کارآگاه جنایی در بوسان را روایت می‌کند که در جریان یکی از پرونده‌های جنایی خود وارد مسیر تازه‌ای در زندگی شخصی و حرفه‌ای خود می‌شود. هه جون با موردی مواجه می‌شود که در آن جسد یک افسر بازنشسته مهاجرت، در پای کوهی که پیش از مرگ اغلب از آن بالا می‌رفته، پیدا می‌شود. او با همسر زیبا و بسیار جوانتر او، سونگ سو-ره، مهاجری از چین که به‌عنوان مددکار سالمندان کار می‌کند، مصاحبه می‌‌کند. اما به دلیل بروز ندادن غم و اندوه از سوی این زن و چند نشانه دیگر، به او مشکوک می‌شود. این کارآگاه در روند بازجویی و گفتگو با سو-ره، شیفته او می‌شود.

## بازیگران
- تانگ وی در نقش سو-ره
- پارک هه ایل در نقش هه جون

## تولید
تصمیم جدایی توسط موهو فیلم تولید شده‌است و سرمایه‌گذاری و توزیع آن توسط سی‌جی انترتینمنت انجام شده‌است. تصویربرداری اصلی در اکتبر ۲۰۲۰ انجام شد.
در یک مصاحبه در اکتبر ۲۰۲۱، پارک چان-ووک پارک بیان کرد که این فیلم در مرحلهٔ پس از تولید قرار دارد اما تاریخ انتشار آن نامشخص است.

## جوایز و نامزدی‌ها
| مراسم جایزه     | تاریخ مراسم | دسته            | گیرنده       | نتیجه    | منابع |
| --------------- | ----------- | --------------- | ------------ | -------- | ----- |
| جشنواره فیلم کن | ۲۷ مه ۲۰۲۲  | نخل طلا         | تصمیم جدایی  | نامزدشده | [ ۴ ] |
| جشنواره فیلم کن | ۲۷ مه ۲۰۲۲  | بهترین کارگردان | پارک چان-ووک | برنده    | [ ۴ ] |